# Американская коллегия гастроэнтерологов
Америка́нская колле́гия гастроэнтеро́логов (АКГ; англ. The American College of Gastroenterology; ACG) — общественная организация гастроэнтерологов. Объединяет более 10 000 учёных и врачей из 75 стран. Основана в 1932 году. Коллективный член Всемирной организации гастроэнтерологов.
Штаб-квартира находится в пригороде Вашингтона Бетесде, штат Мэриленд.
Издаёт журналы: American Journal of Gastroenterology и Nature Reviews Gastroenterology & Hepatology.
В состав АКГ входит Институт клинических исследований и обучения АКГ (англ. ACG Institute for Clinical Research & Education) (основан в 1994 году). АКГ ежегодно организует международные конференции гастроэнтерологов и курсы последипломного образования (англ. Annual Scientific Meeting and Postgraduate Course).
Президент Американской коллегии гастроэнтерологов на 2010/2011 год — Делберт Л. Шамли (англ. Delbert L. Chumley).